# Orazio Lupis
L'abate Orazio Lupis (Martone, 19 marzo 1736 – Catanzaro, 14 giugno 1816) è stato un presbitero, storico e poeta italiano.

## Biografia
Fu figlio di Pietro Lupis e Giovanna Parlà, nipote dell'erudito Giuseppantonio Parlà, storico e discepolo del Nicolai, Accademico dell'Arcadia col nome di Menacle Forbantico (1709 - ).
Fu storico e poeta a Napoli, dove strinse profonda amicizia con gli esponenti del locale fermento illuminista, in special modo il Genovesi. Scrisse opere storiche e scientifiche tra cui una storia universale in sei volumi, il cui manoscritto originale si conserva presso i discendenti.
Il sesto ed ultimo volume della storia universale dell'abate Lupis è stato ripubblicato di recente con il titolo La Magna Grecia (Reggio Calabria, 1985, ediz. casa del Libro) in quanto ritenuto ancora oggi di valore storico. Si tratta infatti di un tipico esempio di enciclopedismo erudito del XVIII secolo.
Orazio Lupis fu Accademico Vibonese, e infatti pubblicò anche col nome "accademico" di Amilca Corio e venne nominato soprintendente e prefetto di tutte le pubbliche scuole di Catanzaro, dopo avere per anni tenuto la cattedra di Cronologia e Geografia nel Real Collegio.
Venne sepolto sotto il pavimento della Chiesa dei Cappuccini o della Morte di Catanzaro dove una lapide (oggi spostata e murata nella parete a destra dell'ingresso) ne ricorda ancora la sepoltura.
Una strada e la biblioteca comunale della sua città natale portano oggi il suo nome.

## Opere
- Elementi di storia, o sia Ristretto di un corso di storia universale dell'abate Orazio Lupis, Napoli, Vincenzo Flauto 1794-1805, 6 volumi
- Solenne funerale del cavaliere d. Luigi Marincola descritto dall'abate Orazio Lupis, colla funebre orazione del medesimo, e cogli epitafj, e versi di varj autori, Napoli, Stamperia Flautina 1799
- Elementi di Cronologia teoretico-istorico-pratica dell'abate Orazio Lupis,  soprintendente de' Regi Studi e Pubblico Professore di Cronologia e Geografia in Catanzaro, con delle annotazioni del medesimo autore , Napoli, Stamperia Flautina, 1802

## Ristampe
- La Magna Grecia, a cura di Luigi Malafarina, Casa del Libro, Reggio Calabria 1982, rist. Gangemi Editore - ISBN 8874481152 (si tratta del sesto ed ultimo volume di Elementi di storia, o sia Ristretto di un corso di storia universale dell'abate Orazio Lupis)